# 林束紗
林 束紗（はやし たばさ、4月30日生）は、日本の女性ベーシスト。東京都出身。

## 略歴
スピッツに憧れ、音楽活動を始める。
2004年6月2日、スリーピースロック・バンド、SCARLETとしてYAMAHA・CREAGEからメジャー・デビュー。ベース、ボーカル、コーラス、ピアノ、作詞・作曲を担当。
2006年、YAMAHA・CREAGEとの契約が終了。インディーズで活動する中、浅井健一ソロ活動のサポートベースとして一躍脚光を浴びる。
2010年からHINTO（レギュラーサポートメンバー）、2011年からTHE GIRLで活動するも、重度の関節炎と腱鞘炎のため2012年12月、両バンドからの卒業を発表。
2014年12月、SCARLET解散。以降、様々なミュージシャンのサポートベース、DJとして精力的に活動している。
2015年7月、DVD『ベーシストのためのコード&スケール入門』を発表。
2016年12月、自身のブログでBuffalo'3のTMAEJI（マエジトシオ）と同年3月に入籍していたこと、またクリスマスに挙式を行ったことを発表した。

## 人物
出身高校は『天使なんかじゃない』の聖学園のモデルである多摩大学付属聖ヶ丘高校。
『NANA』に出てきたジャクソンホールでバイトをしていた。
岡田あーみんファンであり、自らをあー民と名乗る。兄と妹がいる。
束紗を束沙と間違えられることが多い。
長い髪を振り乱しながらベースを弾くプレイスタイルが特徴的であり、「ぶんぶん束紗」というmixiコミュニティーも存在するが、2011年3月トレードマークであったロングヘアーを切る。
同じく女性ベーシストのTOKIEやサカナクション・草刈愛美らと親交が深い。

## バンド
- SCARLET（2001年 - 2014年12月解散）
- THE GIRL（2010年10月 - 2013年2月卒業）
- HINTO（2010年5月 - 2012年12月卒業）

いずれも結成時からのメンバーである。

## ライブ／ツアー／レコーディング参加（サポート時期）
- 浅井健一（2006年7月 - 2007年10月）
- WAGDUG FUTURISTIC UNTY（2008年8月 - 12月）
- 干場かなえ（2010年）
- PERIDOTS（2011年）
- Neat's（2011年10月 - ）
- 清春（2012年）※シングル『the sun』のPVに「THE SUN&BLACK TEARS」という架空バンドのベーシストとして登場。
- 藤巻亮太（2012年4月 - ）
- LoVendoЯ（2013年 - ）
- 佐藤寛之（2014年 - ）
- 一色徳保（2015年 - ）
- Buffalo'3（2015年 - ）
- SAKU（2015年 - ）

## コーラス参加作品
- 8otto『Running Pop』（2007年）
- throw curve『blAck friday』（2010年）
- つばき『真夜中の僕、フクロウと嘘』（2014年）

## 林束紗名義の作品
- V.A.『HERE COME THE ZOO[5]』（2015年）
- DVD『ベーシストのためのコード＆スケール入門』（2015年）

## 使用機材
- フェンダー・プレシジョンベース
主にSCARLETで使用。通称・アオミドリちゃん[6]。
- フェンダー・プレシジョンベース・ビンテージ（66年製）
主に浅井健一サポートで使用。『jet milk hill tour』前日に購入。浅井が付き添い価格交渉をした[6]。
- フェンダーメキシコ・プレシジョンベース
赤いプレシジョンベース[7]。主にTHE GIRLで使用。
- フェンダー・ジャズベース・カスタムショップ
エメラルドグリーンのジャズベース[8]。
主にHINTOで使用。
- Ibanez　ATKベース
主にLoVendoЯで使用。星野楽器から「ぜひ使ってみてほしい」と渡されたもの[9][10]。